# Vladykové z Michalovic
Vladykové (rytíři) z Michalovic, původně český měšťanský rod ze Žatce povýšený v 16. století do stavu nižší šlechty. Užívali predikát z Michalovic, který dříve náležel rodu pánů z Michalovic (větev Markvarticů), v té době již vymřelému.

## Rod vladyků z Michalovic
Dne 14. září 1554 byl bratrům Bohuslavovi a Petrovi, žateckým měšťanům, udělen erb, roku 1571 pak byli přijati do stavu rytířského. Drželi statky na Žatecku, např. Rvenice, Nové Sedlo či Strupčice. V roce 1595 se připomíná Jan z Michalovic, jenž napadl rvenického školního mistra Šebestiána Milera.
Nejznámějším členem tohoto rodu byl Bohuslav z Michalovic (1565–1621), který byl v letech 1590–1611 místopísařem Království českého, 1612–1617 místokancléřem a během stavovského povstání 1618–1620 se stal jedním z třiceti stavovských direktorů. Po porážce na Bílé hoře byl v červnu na Staroměstském náměstí v Praze popraven. Rodové majetky byly zkonfiskovány a členové rodu odešli do exilu.   

## V exilu
Manželkou popraveného Bohuslava byla ze země vykázaná Voršila Benigna se syny Smilem a Jan Václavem. Bratr popraveného, Jan Jiří, rovněž skončil v exilu. V korespondenci Fridricha Falckého je zmínka o madam Michaloivitz s nezaopatřenými dětmi, jež se měla na falckém dvoře starat o jeho syna Ruprechta Falckého. Na falckém dvoře se ale neosvědčila a nezůstala tam. V jiném dopisu z roku 1628 se Alžběta Stuartovna zmiňuje Jindřichovi Matyášovi Thurnovi, že tato česká šlechtična konvertovala ke katolictví.
Po bitvě na Bílé hoře hledala nekatolická šlechta, jež byla ze země vykázána, útočiště na různých místech Saska a Lužice. V jiných záznamech stojí, že Benigna z Michalovic žila zprvu v Pirně, kde za ni přísahu věrnosti zeměpánovi složil Bohuchval Sekerka. V roce 1641 byla na seznamu exulantů v Žitavě.
Není patrné, zda v průběhu první poloviny 17. století rod vymřel.